# Cabaret... And All That Jazz: The Liza Minnelli Anthology
Cabaret... And All That Jazz: The Liza Minnelli Anthology é uma coletânea musical da atriz e cantora estadunidense Liza Minnelli, cujo lançamento ocorreu em 2010, sob o selo da gravadora Salvo. Trata-se de um álbum duplo, lançado apenas em CD, que abrange os 40 anos da carreira de Minnelli, com faixas que datam do período entre 1973 a 1992.
No total, são 38 faixas, retiradas de seis álbuns da cantora, a saber: Liza with a Z (1972), The Singer (1973), Live at the Winter Garden (1974), Tropical Nights (1977), Results (1989),  e Live from Radio City Music Hall (1992). Com exceção da faixa "Cabaret" incluída no primeiro álbum, cada um dos discos está dividido quanto à forma de gravação das músicas. No primeiro disco há apenas canções gravadas em estúdio (retiradas dos álbuns The Singer, Tropical Nights e Results), enquanto o segundo disco consiste em gravações ao vivo de Minnelli (vinda dos álbuns Liza with a Z, Live at the Winter Garden e Live from Radio City Music Hall).
A sonoridade das canções é diversificada, uma vez que, de acordo com a Salvo, ao longo da carreira "Minnelli permaneceu fiel ao seu próprio estilo, ao mesmo tempo em que respondia com entusiasmo às mudanças na cultura popular ao seu redor", incorporando sua versatilidade e originalidade em seu repertório.
O álbum recebeu resenhas favoráveis da crítica especializada, mas não conseguiu entrar nas paradas de sucesso.

## Recepção crítica
| Críticas profissionais | Críticas profissionais |
| Avaliações da crítica  | Avaliações da crítica  |
| Fonte                  | Avaliação              |
| ---------------------- | ---------------------- |
| AllMusic               | [ 2 ]                  |
| Record Collector       | [ 4 ]                  |
| Daily Express          | Desfavorável           |
| Music Week             | Favorável              |

As resenhas dos críticos especializados em música foram favoráveis. 
William Ruhlmann, do site AllMusic, avaliou com três estrelas e meia de cinco, e considerou que o disco 1 da compilação tem problemas de unidade musical, uma vez que é dedicado a canções retiradas de The Singer ("repleto de interpretações de rock suave de sucessos do início dos anos 70 de outros artistas"), Tropical Nights ("álbum de música disco") e Results ("que traz faixas de dance music e techno-pop"). Afirmou que o disco 2 "flui muito melhor" mas tem problemas quanto a seleção das músicas, pois exclui as mais conhecidas de Minnelli e é basicamente composto de faixas de Live at the Winter Garden, de 1974. Por fim, o crítico disse que considera o álbum "apenas uma boa antologia".
O crítico da revista Record Collector, Terry Staunton, avaliou com quatro estrelas de cinco, e escreveu que: "As 38 faixas reunidas aqui fazem um ótimo trabalho em esclarecer (...) e lembrar-nos que Liza (...) é uma megastar com M maiúsculo". Sobre a performance vocal de Minnelli, afirmou que "a maneira como ela pode elevar a voz ou sussurrar no momento preciso exigido pela letra, a destacam como uma cantora que compreende que cada música é potencialmente um pedaço de drama. Ela está interpretando inúmeros papéis, cada um deles completamente convincente".
Martin Townsend, do jornal Daily Express, achou a seleção de canções descuidada e afirmou que Minnelli "desperdiça seu talento escasso com faixas clichês, inapropriadas e até ruins. Como aspecto positivo, apontou "A Beautiful Thing", por seu arranjo leve e as faixas produzidas pelo Pet Shop Boys.
O crítico da revista Music Week o considerou um guia perfeito para quem deseja conhecer o trabalho musical da cantora. Destacou que há uma quantidade generosa de músicas de trilhas sonoras de filmes icônicos de Minnelli, bem como interpretações interessantes de sucessos dos anos setenta. Na resenha, ele também menciona a breve incursão de Minnelli nas paradas de sucesso singles e destaca a inclusão de músicas contemporâneas, como a "excelente reinvenção" da canção "Losing My Mind" de Sondheim pelos Pet Shop Boys.

## Desempenho comercial
Comercialmente, falhou em aparecer na parada Billboard 200.

## Lista de faixas
- Créditos adaptados do encarte do CD Cabaret... And All That Jazz - The Liza Minnelli Anthology, de 2010.[8]

| Disco 1 |                                   |                                                     |                  |         |  |
| N.º     | Título                            | Compositor(es)                                      | Álbum            | Duração |  |
| 1.      | "Cabaret"                         | John Kander, Fred Ebb                               |                  | 4:02    |  |
| 2.      | "All That Jazz"                   | John Kander, Fred Ebb                               | Chicago (trilha) | 3:07    |  |
| 3.      | "Losing My Mind"                  | Stephen Sondheim                                    | Results          | 4:13    |  |
| 4.      | "Love Pains"                      | Steve Barri, Michael Price, Dan Walsh               | Results          | 4:13    |  |
| 5.      | "Use Me"                          | Bill Withers                                        | The Singer       | 3:37    |  |
| 6.      | "I Believe In Music"              | Mac Davis                                           | The Singer       | 3:33    |  |
| 7.      | "Tropical Nights"                 | Mark Winkler, Richard Rodgers, Oscar Hammerstein II | Tropical Nights  | 6:17    |  |
| 8.      | "A Beautiful Thing"               | Jim Grady                                           | Tropical Nights  | 3:26    |  |
| 9.      | "Oh, Babe, What Would You Say?"   | Eileen Sylvia Smith                                 | The Singer       | 3:34    |  |
| 10.     | "You Are The Sunshine Of My Life" | Stevie Wonder                                       | The Singer       | 2:37    |  |
| 11.     | "I'm Your New Best Friend"        | Jim Grady; Dave Miller                              | Tropical Nights  | 3:07    |  |
| 12.     | "Where Is The Love?"              | Ralph MacDonald, William Salter                     | The Singer       | 2:48    |  |
| 13.     | "Don't Let Me Be Lonely"          | James Taylor                                        | The Singer       | 3:54    |  |
| 14.     | "The Singer"                      | Walter Marks                                        | The Singer       | 2:30    |  |
| 15.     | "Baby Don't Get Hooked On Me"     | Mac Davis                                           | The Singer       | 2:52    |  |
| 16.     | "Jimi Jimi"                       | Jim Grady                                           | Tropical Nights  | 4:00    |  |
| 17.     | "Don't Drop Bombs"                | Chris Lowe, Neil Tennant                            | Results          | 3:39    |  |
| 18.     | "So Sorry, I Said"                | Lowe, Tennant                                       | Results          | 3:16    |  |
| 19.     | "Tonight Is Forever"              | Lowe, Tennant                                       | Results          | 5:06    |  |
| 20.     | "I Can't Say Goodnight"           | Lowe, Tennant                                       | Results          | 4:54    |  |

| Disco 2 |                                               | |                                 |         |  |
| N.º     | Título                                        | Compositor(es)                                                                                              | Álbum                           | Duração |  |
| 1.      | "Overture"                                    | John Kander; Fred Ebb / John Kander; Fred Ebb / Johnny Nash / John Kander; Fred Ebb / John Kander; Fred Ebb | Live at the Winter Garden       | 3:35    |  |
| 2.      | "Exactly Like Me"                             | John Kander, Fred Ebb                                                                                       | Live at the Winter Garden       | 5:12    |  |
| 3.      | "The Circle"                                  | John Kander, Fred Ebb                                                                                       | Live at the Winter Garden       | 4:19    |  |
| 4.      | "More Than You Know"                          | Vincent Youmans; Billy Rose, Edward Eliscu                                                                  | Live at the Winter Garden       | 5:06    |  |
| 5.      | "I'm One Of The Smart Ones"                   | John Kander, Fred Ebb                                                                                       | Live at the Winter Garden       | 3:45    |  |
| 6.      | "Natural Man"                                 | John Kander, Fred Ebb                                                                                       | Live at the Winter Garden       | 3:45    |  |
| 7.      | "And I In My Chair [Et Mois Dans Mon Coin]"   | Charles Aznavour, Fred Ebb, David Newburge                                                                  | Live at the Winter Garden       | 4:15    |  |
| 8.      | "There Is A Time [Le Temps]"                  | Gene Lees, Charles Aznavour, Jeff Davis                                                                     | Live at the Winter Garden       | 2:14    |  |
| 9.      | "Quiet Thing"                                 | John Kander, Fred Ebb                                                                                       | Live at the Winter Garden       | 3:41    |  |
| 10.     | "Son Of A Preacher Man"                       | Hurley, Wilkins                                                                                             | Liza with a Z                   | 3:22    |  |
| 11.     | "God Bless The Child"                         | Herzog, Billie Holiday                                                                                      | Liza with a Z                   | 2:59    |  |
| 12.     | "It Was A Good Time"                          | Mike Curb, David, Maurice Jarre                                                                             | Liza with a Z                   | 4:54    |  |
| 13.     | "Stepping Out"                                | Kander, Ebb                                                                                                 | Live from Radio City Music Hall | 7:35    |  |
| 14.     | "Some People"                                 | Kander, Ebb                                                                                                 | Live from Radio City Music Hall | 3:20    |  |
| 15.     | "If You Could Read My Mind [Come Back To Me]" | Gordon Lightfoot / Burton Lane, Alan Jay Lerner                                                             | Live at the Winter Garden       | 3:06    |  |
| 16.     | "My Mammy"                                    | Donaldson, Lewis, Young                                                                                     | Liza with a Z                   | 3:17    |  |
| 17.     | "Anywhere You Are [I Believe You]"            | John Kander, Fred Ebb                                                                                       | Live at the Winter Garden       | 3:48    |  |
| 18.     | "Theme from New York, New York"               | Kander, Ebb                                                                                                 | Live from Radio City Music Hall | 3:19    |  |